# Aruns (filho de Porsena)
Aruns ou Arruns, na história romana, foi um etrusco, filho de Porsena, rei dos tirrênios. Aruns morreu ao atacar Arícia, em 507 a.C. ou 506 a.C.
Porsena, rei de Clúsio, havia tentado restaurar Tarquínio, o Soberbo como rei de Roma, mas recuou diante da coragem romana e fez a paz com Roma.
Neste ano, Porsena resolveu conquistar Arícia, e enviou seu filho Aruns, com metade do exército que tinha sido usado para sitiar Roma. Arícia conseguiu ajuda dos latinos  (Âncio e Túsculo) e de Cumas, cidade da Campânia.
No segundo ano do cerco, os etruscos atacaram e obtiveram a vitória, perseguindo os inimigos até as portas da cidade, mas os campânios fizeram uma manobra de flanco, cercaram os etruscos, e os massacraram. O comandante dos campânios era Aristodemo, o Efeminado, e Aruns morreu na batalha.
Os etruscos sobreviventes se refugiaram em Roma, e alguns deles não voltaram para suas cidades, permanecendo em Roma.